# Kościół św. Wawrzyńca w Lubotyniu
Kościół świętego Wawrzyńca – rzymskokatolicki kościół parafialny należący do parafii pod tym samym wezwaniem (dekanat sompoleński diecezji włocławskiej).
Świątynia została ufundowana przez Jadwigę z Dunin-Modlińskich. Wymurowana została z cegły, w latach 1612–1620. Nad portalem wykonanym na początku XVII wieku został umieszczony kamienny kartusz herbowy biskupa włocławskiego Pawła Wołuckiego. Świątynia była wielokrotnie przebudowywany (zakrystia powstała w 1938 roku, kruchta została wzniesiona w 1945 roku, dach został pokryty blachą miedzianą w 1983 roku).
Kościół został zbudowany w stylu renesansowym.